# Raïon de Podporojié
Le raïon de Podporojié (en russe : Киришский муниципальный район, Podporožski raion) est une subdivision administrative de l'oblast de Léningrad, dans le nord-ouest de la Russie. Son centre administratif est la ville de Podporojié.

## Géographie
Le raïon couvre une superficie de 7,679 km2.
Le raïon est au bord de la rivière Svir à 285 kilomètres au nord-est de Saint-Pétersbourg.
Il est situé au nord-est de l'oblast et borde le raïon des rives de l'Onega de la république de Carélie au nord, le raïon de Vytegra de l'oblast de Vologda à l'est, le raïon de Babaïevo de l'oblast de Vologda au sud-est, le raïon de Tikhvine au sud, le raïon de Lodeïnoïe Pole à le sud-ouest ainsi que le raïon d'Olonets et le raïon de Priaja de la république de Carélie au nord-ouest.

## Municipalités
Le raïon municipal de Podporojié est divisé en tant que raïon municipal en 5 municipalités, dont 4 établissements urbains et 1 établissement rural,.
| Non. | Règlement                           | Centre administratif | Nombre de localités | Population (personnes) | Superficie (km²) |
| ---- | ----------------------------------- | -------------------- | ------------------- | ---------------------- | ---------------- |
| 1    | Établissement urbain de Vajiny      | Vajiny               | 8                   | 2660                   | 1044,00          |
| 2    | Établissement urbain de Voznessenié | Voznessenié          | 10                  | 2668                   | 1722.00          |
| 3    | Établissement urbain de Nikolski    | Nikolsky             | 2                   | 2506                   | 23.50            |
| 4    | Établissement urbain de Podporojié  | Podporojié           | 14                  | 16 133                 | 2025.00          |
| 5    | Établissement rural de Vinnitsy     | Vinnytsia            | 38                  | 1541                   | 2891,00          |

## Tendances politiques
| Scrutin             | 1er tour | 1er tour | 1er tour | 1er tour | 1er tour | 1er tour | 1er tour | 1er tour | 1er tour | 1er tour | 1er tour | 1er tour | 2d tour                  | 2d tour                  | 2d tour                  | 2d tour                  | 2d tour                  | 2d tour                  | 2d tour                  | 2d tour                  | 2d tour                  | 2d tour                  |
| Scrutin             | 1er      | 1er      | %        | 2e       | 2e       | %        | 3e       | 3e       | %        | 4e       | 4e       | %        | 1er                      | 1er                      | %                        | 2e                       | 2e                       | %                        | 3e                       | %                        | 4e                       | %                        |
| ------------------- | -------- | -------- | -------- | -------- | -------- | -------- | -------- | -------- | -------- | -------- | -------- | -------- | ------------------------ | ------------------------ | ------------------------ | ------------------------ | ------------------------ | ------------------------ | ------------------------ | ------------------------ | ------------------------ | ------------------------ |
| Présidentielle 2012 |          | ER       | 63,45    |          | KPRF     | 13,62    |          | SE       | 8,27     |          | LDPR     | 6,87     | Victoire au premier tour | Victoire au premier tour | Victoire au premier tour | Victoire au premier tour | Victoire au premier tour | Victoire au premier tour | Victoire au premier tour | Victoire au premier tour | Victoire au premier tour | Victoire au premier tour |
| Gouvernorale 2015   |          | ER       | 82.52    |          | KPRF     | 5.58     |          | SRZP     | 4,75     |          | LDPR     | 4.52     | Victoire au premier tour | Victoire au premier tour | Victoire au premier tour | Victoire au premier tour | Victoire au premier tour | Victoire au premier tour | Victoire au premier tour | Victoire au premier tour | Victoire au premier tour | Victoire au premier tour |
| Présidentielle 2018 |          | ER       | 80,03    |          | KPRF     | 7,65     |          | LDPR     | 6,74     |          | GRANI    | 1,47     | Victoire au premier tour | Victoire au premier tour | Victoire au premier tour | Victoire au premier tour | Victoire au premier tour | Victoire au premier tour | Victoire au premier tour | Victoire au premier tour | Victoire au premier tour | Victoire au premier tour |

## Population
Recensements (*) ou estimations de la population :
| 1979*  | 1989   | 2002   | 2010   |
| ------ | ------ | ------ | ------ |
| 23 901 | 23 295 | 20 312 | 18 733 |

| 2013   | 2015   | 2021   | - |
| ------ | ------ | ------ | - |
| 18 285 | 18 043 | 16 462 | - |

## Galerie

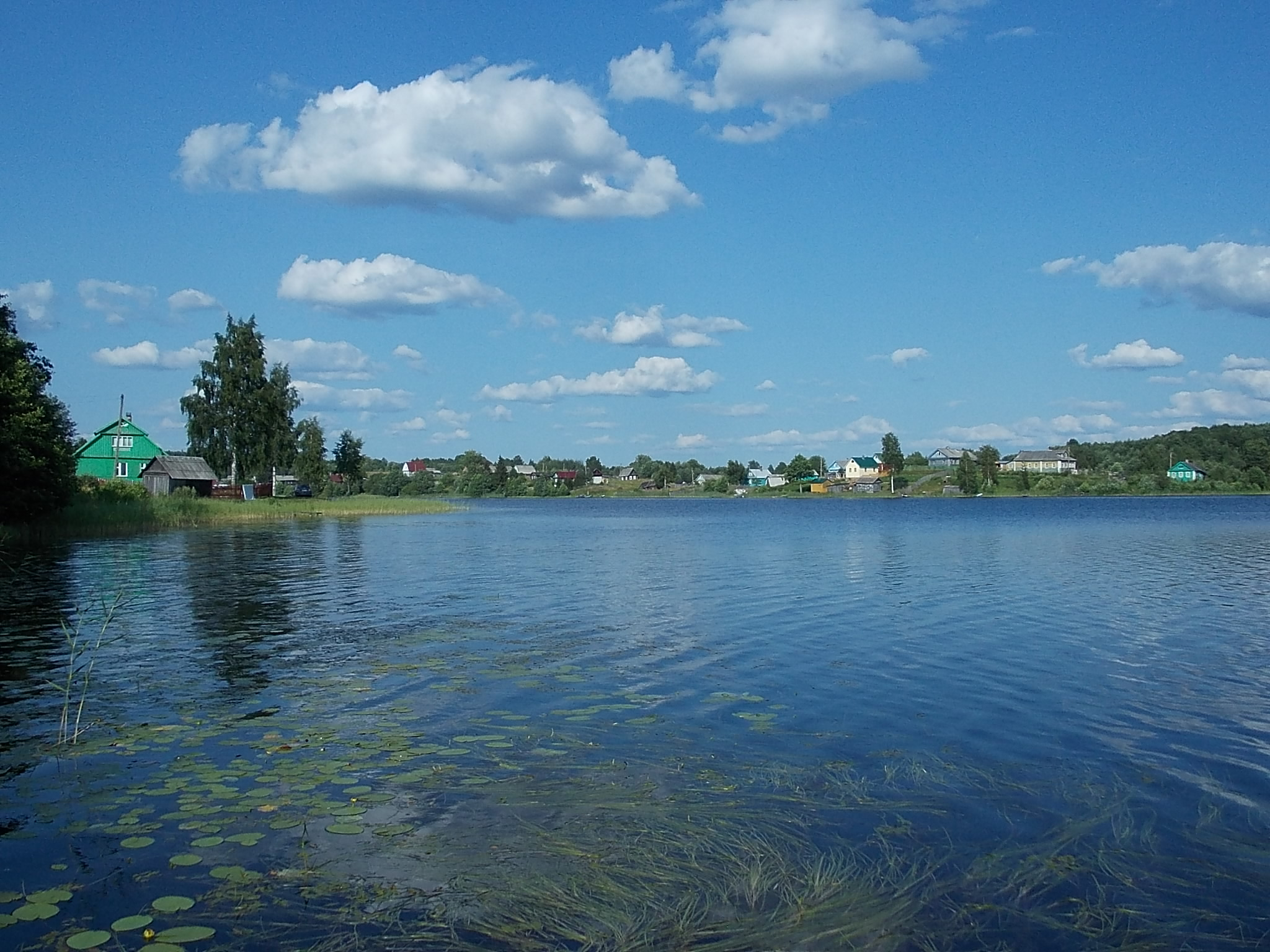
Lac Ardozero.
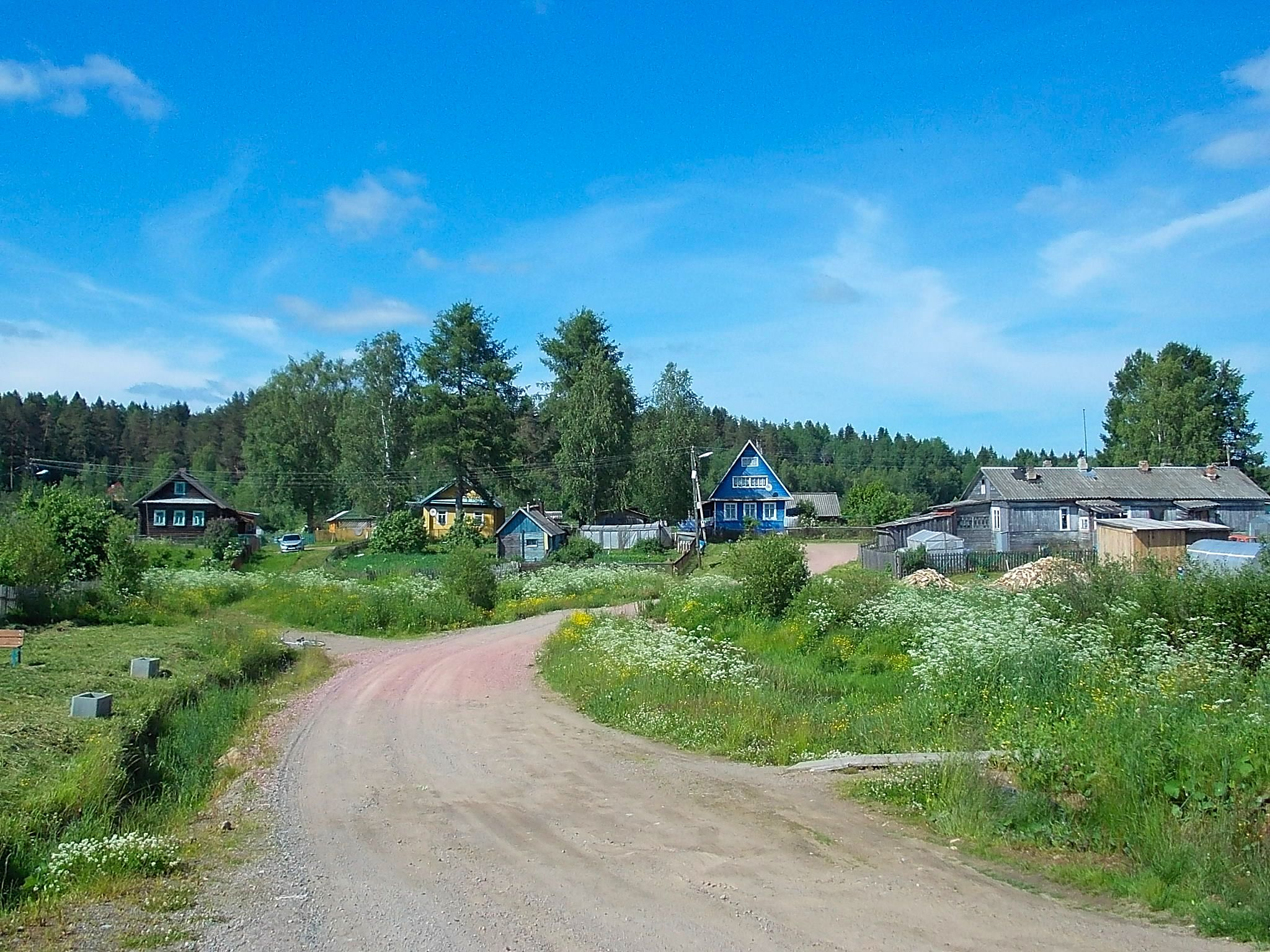
Village de Kupetskoïe.
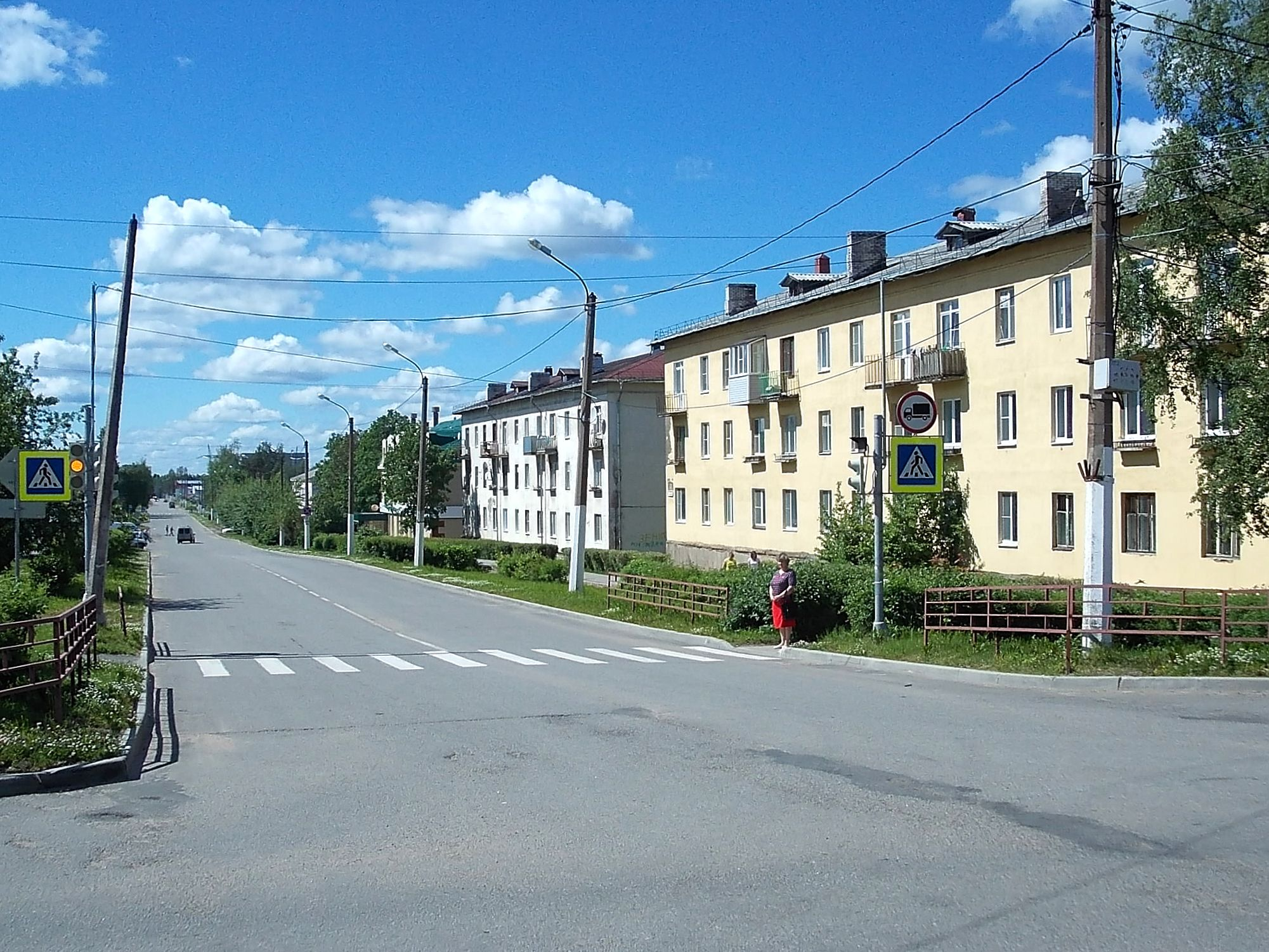
Rue Svirskaïa à Podporojié.
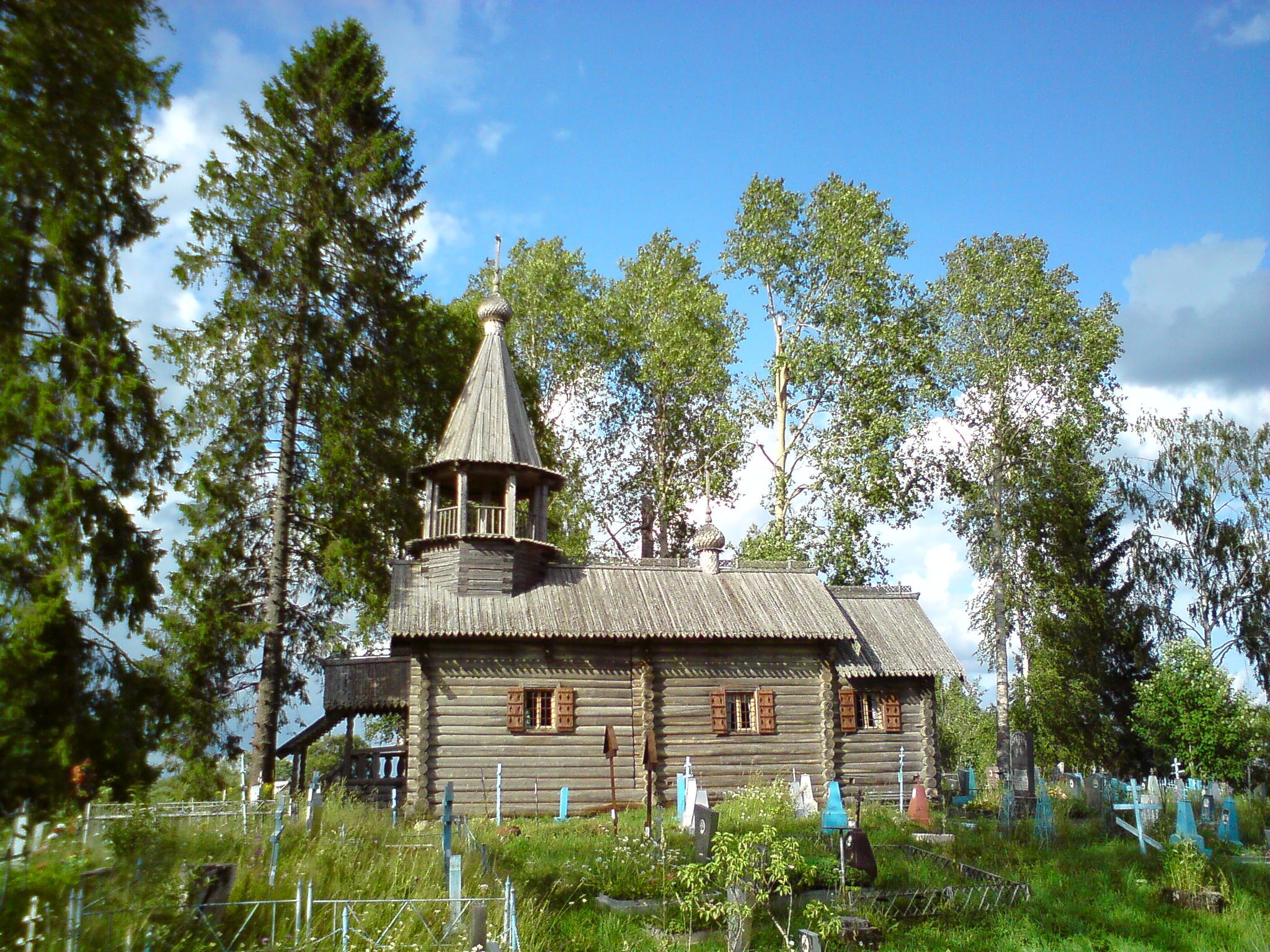
Église Saint-Athanase le Grand d'Alexandrie

## Localités
Le raïon compte 72 localités. Il y a 61 hameau, 5 possolioks, 3 communes urbaines, 2 villages et 1 ville.
| №  | Nom                | Nom russe        | Statut                        | Population (2017) | Municipalité                        |
| -- | ------------------ | ---------------- | ----------------------------- | ----------------- | ----------------------------------- |
| 1  | Averkievskaïa      | Аверкиевская     | hameau                        | 2                 | Établissement rural de Vinnitsy     |
| 2  | Alekseïevskaïa     | Алексеевская     | hameau                        | 13                | Établissement rural de Vinnitsy     |
| 3  | Bakharevo          | Бахарево         | hameau                        | 15                | Établissement rural de Vinnitsy     |
| 4  | Bogdanovo          | Богданово        | hameau                        | 1                 | Établissement urbain de Voznessenié |
| 5  | Vajiny             | Важины           | commune urbaine               | 2402              | Établissement urbain de Vajiny      |
| 6  | Vassilievskaïa     | Васильевская     | hameau                        | 15                | Établissement rural de Vinnitsy     |
| 7  | Veliki Dvor        | Великий Двор     | hameau                        | 17                | Établissement rural de Vinnitsy     |
| 8  | Verkhnié Mandrogui | Верхние Мандроги | hameau                        | 38                | Établissement urbain de Podporojié  |
| 9  | Vinnitsy           | Винницы          | village                       | 2059              | Établissement rural de Vinnitsy     |
| 10 | Ascension          | Вознесенье       | commune urbaine               | 2199              | Établissement urbain de Voznessenié |
| 11 | Volnavolok         | Волнаволок       | hameau                        | 6                 | Établissement urbain de Podporojié  |
| 12 | Volodarskaïa       | Володарская      | hameau                        | 3                 | Établissement urbain de Voznessenié |
| 13 | Gimreka            | Гимрека          | hameau                        | 91                | Établissement urbain de Voznessenié |
| 14 | Gomorovitch        | Гоморовичи       | hameau                        | 4                 | Établissement urbain de Podporojié  |
| 15 | Gribanovskaïa      | Грибановская     | hameau                        | 22                | Établissement rural de Vinnitsy     |
| 16 | Grichino           | Гришино          | hameau                        | 29                | Établissement urbain de Vajiny      |
| 17 | Ieremeïevskaïa     | Еремеевская      | hameau                        | 17                | Établissement rural de Vinnitsy     |
| 18 | Zaozerié           | Заозерье         | hameau                        | 1                 | Établissement urbain de Vajiny      |
| 19 | Zaïatskaïa         | Заяцкая          | hameau                        | 14                | Établissement rural de Vinnitsy     |
| 20 | Zinovy Navolok     | Зиновий Наволок  | hameau                        | 13                | Établissement rural de Vinnitsy     |
| 21 | Ignatovskoïe       | Игнатовское      | possiolok                     | 86                | Établissement rural de Vinnitsy     |
| 22 | Ilinskaïa          | Ильинская        | hameau                        | 0                 | Établissement rural de Vinnitsy     |
| 23 | Kazytchenskaïa     | Казыченская      | hameau                        | 59                | Établissement rural de Vinnitsy     |
| 24 | Karmanovskaïa      | Кармановская     | hameau                        | 63                | Établissement rural de Vinnitsy     |
| 25 | Kezoroutcheï       | Кезоручей        | hameau                        | 29                | Établissement urbain de Podporojié  |
| 26 | Kiprochino         | Кипрушино        | hameau                        | 238               | Établissement urbain de Voznessenié |
| 27 | Konets             | Конец            | hameau                        | 2                 | Établissement urbain de Voznessenié |
| 28 | Krasny Bor         | Красный Бор      | hameau                        | 265               | Établissement urbain de Voznessenié |
| 29 | Kouzra             | Кузра            | possiolok                     | 91                | Établissement rural de Vinnitsy     |
| 30 | Kouzminskaïa       | Кузьминская      | hameau                        | 3                 | Établissement rural de Vinnitsy     |
| 31 | Koupetskoïe        | Купецкое         | hameau                        | 56                | Établissement urbain de Vajiny      |
| 32 | Kourba             | Курба            | possiolok                     | 275               | Établissement rural de Vinnitsy     |
| 33 | Kourpovo           | Курпово          | hameau                        | 167               | Établissement urbain de Vajiny      |
| 34 | Lavrovo            | Лаврово          | hameau                        | 6                 | Établissement rural de Vinnitsy     |
| 35 | Lachkovo           | Лашково          | hameau                        | 7                 | Établissement rural de Vinnitsy     |
| 36 | Loukinskaïa        | Лукинская        | hameau                        | 197               | Établissement rural de Vinnitsy     |
| 37 | Makarievskaïa      | Макарьевская     | hameau                        | 5                 | Établissement rural de Vinnitsy     |
| 38 | Martemianovskaïa   | Мартемьяновская  | hameau                        | 8                 | Établissement rural de Vinnitsy     |
| 39 | Matrionovchtchina  | Матрёновщина     | hameau                        | 1                 | Établissement rural de Vinnitsy     |
| 40 | Minitskaïa         | Миницкая         | hameau                        | 38                | Établissement rural de Vinnitsy     |
| 41 | Miatoussovo        | Мятусово         | hameau                        | 9                 | Établissement urbain de Podporojié  |
| 42 | Nekrassovo         | Некрасово        | hameau                        | 1                 | Établissement rural de Vinnitsy     |
| 43 | Nikolski           | Никольский       | commune urbaine               | 2456              | Établissement urbain de Nikolski    |
| 44 | Nikoulinskaïa      | Никулинская      | hameau                        | 11                | Établissement rural de Vinnitsy     |
| 45 | Norguino           | Норгино          | hameau                        | 37                | Établissement rural de Vinnitsy     |
| 46 | Ojegovskaïa        | Ожеговская       | hameau                        | 7                 | Établissement rural de Vinnitsy     |
| 47 | Pioldouchi         | Пёлдуши          | hameau                        | 4                 | Établissement rural de Vinnitsy     |
| 48 | Pertozero          | Пертозеро        | hameau                        | 5                 | Établissement urbain de Podporojié  |
| 49 | Pidma              | Пидьма           | hameau                        | 20                | Établissement urbain de Podporojié  |
| 50 | Plotitchni         | Плотично         | hameau                        | 7                 | Établissement urbain de Podporojié  |
| 51 | Podporojié         | Подпорожье       | ville                         | 15 779            | Établissement urbain de Podporojié  |
| 52 | Possad             | Посад            | hameau                        | 39                | Établissement urbain de Podporojié  |
| 53 | Rodionovo          | Родионово        | hameau                        | 43                | Établissement urbain de Voznessenié |
| 54 | Savinskaïa         | Савинская        | hameau                        | 12                | Établissement rural de Vinnitsy     |
| 55 | Svir               | Свирь            | possiolok de gare ferroviaire | 50                | Établissement urbain de Nikolski    |
| 56 | Sobolevchtchina    | Соболевщина      | hameau                        | 46                | Établissement urbain de Voznessenié |
| 57 | Soguinitsy         | Согиницы         | hameau                        | 27                | Établissement urbain de Vajiny      |
| 58 | Sredniaïa          | Средняя          | hameau                        | 5                 | Établissement rural de Vinnitsy     |
| 59 | Tokari             | Токари           | possiolok                     | 59                | Établissement urbain de Podporojié  |
| 60 | Toumazy            | Тумазы           | hameau                        | 6                 | Établissement rural de Vinnitsy     |
| 61 | Oulino             | Ульино           | hameau                        | 16                | Établissement urbain de Vajiny      |
| 62 | Ouslanka           | Усланка          | hameau                        | 38                | Établissement urbain de Vajiny      |
| 63 | Fiodorovskaïa      | Фёдоровская      | hameau                        | 4                 | Établissement rural de Vinnitsy     |
| 64 | Fenkovo            | Феньково         | hameau                        | 8                 | Établissement rural de Vinnitsy     |
| 65 | Khevronino         | Хевроньино       | hameau                        | 69                | Établissement urbain de Podporojié  |
| 66 | Kholodny Routcheï  | Холодный Ручей   | hameau                        | 6                 | Établissement rural de Vinnitsy     |
| 67 | Tchourroutcheï     | Чурручей         | hameau                        | 0                 | Établissement rural de Vinnitsy     |
| 68 | Chemenitchi        | Шеменичи         | village                       | 129               | Établissement urbain de Podporojié  |
| 69 | Chondovitchi       | Шондовичи        | hameau                        | 49                | Établissement rural de Vinnitsy     |
| 70 | Chtcheleïki        | Щелейки          | hameau                        | 34                | Établissement urbain de Voznessenié |
| 71 | Iandeba            | Яндеба           | hameau                        | 11                | Établissement urbain de Podporojié  |
| 72 | Iaroslavitchi      | Ярославичи       | hameau                        | 187               | Établissement rural de Vinnitsy     |